# Hifumi Abe
Hifumi Abe (阿部 一二三 Abe Hifumi?), född 9 augusti 1997, är en japansk judoutövare.
Abe tog guld i halv lättvikt vid olympiska sommarspelen 2020 i Tokyo efter att ha besegrat Vazja Margvelasjvili i finalen. Han började OS med att besegra Kilian Le Blouch i åttondelsfinalen, Yondonperenlein Baskhüü i kvartsfinalen och därefter Daniel Cargnin i semifinalen. Även hans syster, Uta Abe, tog OS-guld samma dag. Abe var även en del av Japans lag som tog silver i mixedlag.
Abe försvarade sitt guld vid olympiska sommarspelen 2024 efter att ha vunnit finalen mot Willian Lima på ippon.